# 24 Ore di Le Mans 2000
La 24 Ore di Le Mans 2000 è stata la 68ª maratona automobilistica svoltasi sul Circuit de la Sarthe di Le Mans, in Francia, e ha avuto luogo il 17 e 18 giugno 2000. Hanno gareggiato assieme quattro classi di automobili da competizione, ognuna delle quali ha avuto il suo vincitore. Le vetture più veloci, appartenenti alle classi LM-P900 e LM-P675, erano sportprototipi di categoria Le Mans Prototype appositamente progettati e costruiti per le gare, mentre le più lente (classi GTS e GT) comprendevano vetture derivate da automobili GT stradali.

## Contesto
Dopo l'edizione del 1999, la maggior parte delle case automobilistiche impegnate ufficialmente come costruttori di prototipi di vertice, non si ripresentarono ai nastri di partenza. BMW e Toyota entrarono in Formula Uno, mentre la Mercedes-Benz abbandonò definitivamente la classe prototipi dopo i gravi e spettacolari incidenti con la CLR (protagonista di 3 decolli in pieno rettilineo) tornando al DTM. Nissan lasciò invece a causa di difficoltà finanziarie. Solo Audi e Panoz rimasero continuando l'impegno dell'anno precedente, mentre si unì loro la nuova arrivata Cadillac e in veste di motorista ufficiale la Chrysler con motore Mopar.

## Gara
Dopo la BMW nel 1999, tocca ad un'altra casa tedesca vincere per la prima volta la 24 Ore di Le Mans: è l'Audi con il modello R8, con alla guida i piloti Frank Biela, Tom Kristensen ed Emanuele Pirro. La vettura vincitrice, derivata in parte dal modello dell'anno precedente, la R8R (che era stata infatti schierata per accumulare esperienza per il futuro), dimostrerà un'efficacia tale che, subendo solo pochi aggiornamenti all'aerodinamica e al motore (con il nuovo sistema di iniezione FSI che permetterà di consumare meno carburante e perciò avere stint più lunghi tra una sosta ai box e la successiva), dominerà questa corsa anche nel 2001, 2002, 2004 e 2005 (anche se nel 2003 vincerà la Bentley di proprietà del Gruppo Audi, con l'aiuto dei piloti e del know-how della Audi).

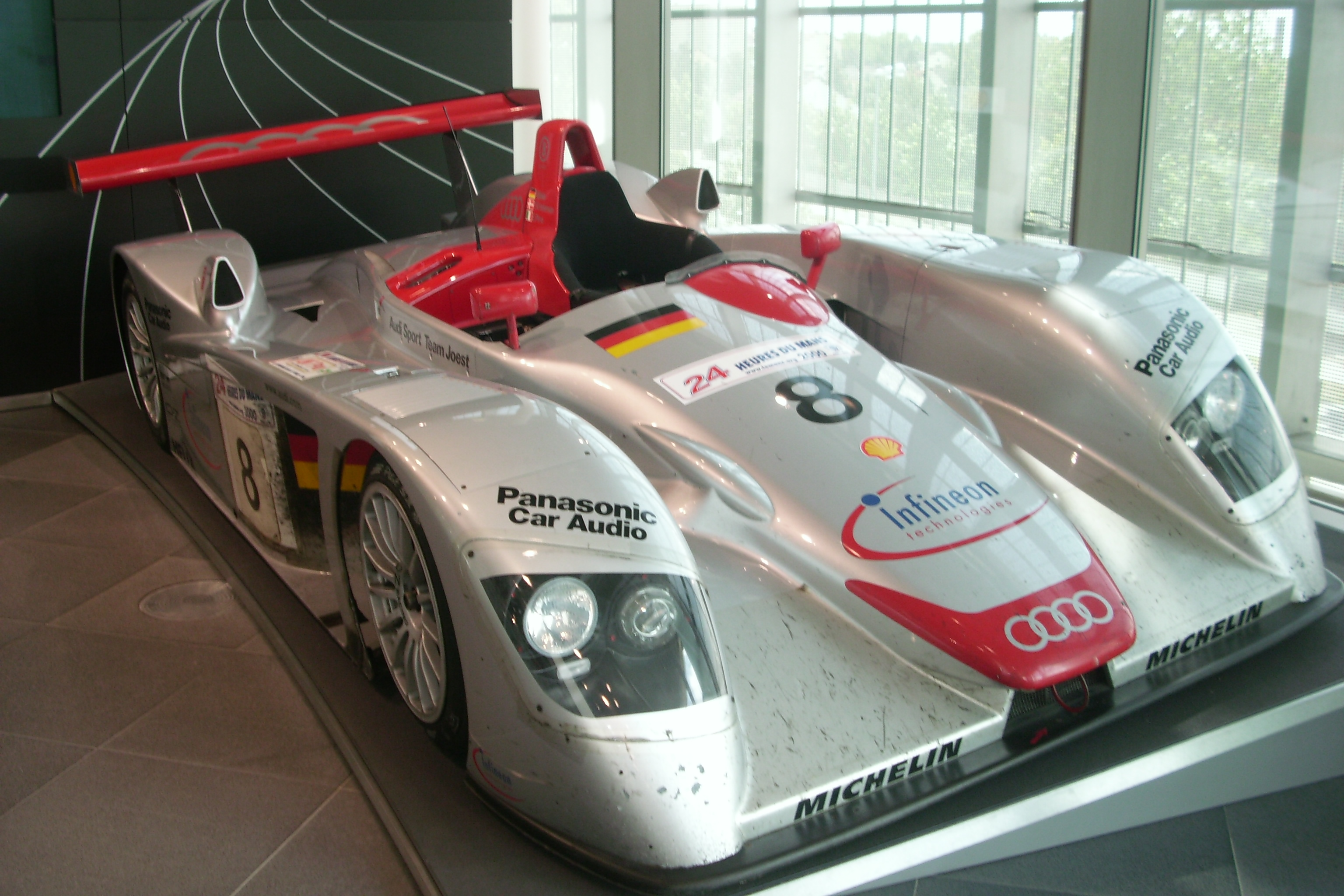
L'Audi R8 #8 vincitrice della corsa

## Classifica finale
| Pos     | Class  | No | Team                                       | Piloti                                                      | Telaio                           | Gomme | Giri |
| Pos     | Class  | No | Team                                       | Piloti                                                      | Motore                           | Gomme | Giri |
| ------- | ------ | -- | ------------------------------------------ | ----------------------------------------------------------- | -------------------------------- | ----- | ---- |
| 1       | LMP900 | 8  | Audi Sport Team Joest                      | Frank Biela Tom Kristensen Emanuele Pirro                   | Audi R8                          | M     | 368  |
| 1       | LMP900 | 8  | Audi Sport Team Joest                      | Frank Biela Tom Kristensen Emanuele Pirro                   | Audi 3.6L Turbo V8               | M     | 368  |
| 2       | LMP900 | 9  | Audi Sport Team Joest                      | Laurent Aïello Allan McNish Stéphane Ortelli                | Audi R8                          | M     | 367  |
| 2       | LMP900 | 9  | Audi Sport Team Joest                      | Laurent Aïello Allan McNish Stéphane Ortelli                | Audi 3.6L Turbo V8               | M     | 367  |
| 3       | LMP900 | 7  | Audi Sport Team Joest                      | Christian Abt Michele Alboreto Rinaldo Capello              | Audi R8                          | M     | 365  |
| 3       | LMP900 | 7  | Audi Sport Team Joest                      | Christian Abt Michele Alboreto Rinaldo Capello              | Audi 3.6L Turbo V8               | M     | 365  |
| 4       | LMP900 | 16 | Pescarolo Sport                            | Olivier Grouillard Sébastien Bourdais Emmanuel Clerico      | Courage C52                      | M     | 344  |
| 4       | LMP900 | 16 | Pescarolo Sport                            | Olivier Grouillard Sébastien Bourdais Emmanuel Clerico      | Peugeot A32 3.2L Turbo V6        | M     | 344  |
| 5       | LMP900 | 12 | Panoz Motorsports                          | Johnny O'Connell Hiroki Katoh Pierre-Henri Raphanel         | Panoz LMP-1 Roadster-S           | M     | 342  |
| 5       | LMP900 | 12 | Panoz Motorsports                          | Johnny O'Connell Hiroki Katoh Pierre-Henri Raphanel         | Élan 6L8 6.0L V8                 | M     | 342  |
| 6       | LMP900 | 23 | TV Asahi Team Dragon                       | Toshio Suzuki Masami Kageyama Masahiko Kageyama             | Panoz LMP-1 Roadster-S           | M     | 340  |
| 6       | LMP900 | 23 | TV Asahi Team Dragon                       | Toshio Suzuki Masami Kageyama Masahiko Kageyama             | Élan 6L8 6.0L V8                 | M     | 340  |
| 7       | GTS    | 51 | Viper Team Oreca                           | Dominique Dupuy Olivier Beretta Karl Wendlinger             | Chrysler Viper GTS-R             | M     | 333  |
| 7       | GTS    | 51 | Viper Team Oreca                           | Dominique Dupuy Olivier Beretta Karl Wendlinger             | Chrysler 8.0L V10                | M     | 333  |
| 8       | LMP900 | 22 | TV Asahi Team Dragon                       | Keiichi Tsuchiya Akira Iida Masahiko Kondo                  | Panoz LMP-1 Roadster-S           | M     | 330  |
| 8       | LMP900 | 22 | TV Asahi Team Dragon                       | Keiichi Tsuchiya Akira Iida Masahiko Kondo                  | Élan 6L8 6.0L V8                 | M     | 330  |
| 9       | GTS    | 53 | Viper Team Oreca                           | David Donohue Ni Amorim Anthony Beltoise                    | Chrysler Viper GTS-R             | M     | 328  |
| 9       | GTS    | 53 | Viper Team Oreca                           | David Donohue Ni Amorim Anthony Beltoise                    | Chrysler 8.0L V10                | M     | 328  |
| 10      | GTS    | 64 | Corvette Racing                            | Franck Fréon Andy Pilgrim Kelly Collins                     | Chevrolet Corvette C5-R          | G     | 327  |
| 10      | GTS    | 64 | Corvette Racing                            | Franck Fréon Andy Pilgrim Kelly Collins                     | Chevrolet LS7R 7.0L V8           | G     | 327  |
| 11      | GTS    | 63 | Corvette Racing                            | Chris Kneifel Ron Fellows Justin Bell                       | Chevrolet Corvette C5-R          | G     | 326  |
| 11      | GTS    | 63 | Corvette Racing                            | Chris Kneifel Ron Fellows Justin Bell                       | Chevrolet LS7R 7.0L V8           | G     | 326  |
| 12      | GTS    | 52 | Viper Team Oreca                           | Tommy Archer Marc Duez Patrick Huisman                      | Chrysler Viper GTS-R             | M     | 324  |
| 12      | GTS    | 52 | Viper Team Oreca                           | Tommy Archer Marc Duez Patrick Huisman                      | Chrysler 8.0L V10                | M     | 324  |
| 13      | GTS    | 57 | Carsport Holland                           | Mike Hezemans David Hart Hans Hugenholtz                    | Chrysler Viper GTS-R             | M     | 317  |
| 13      | GTS    | 57 | Carsport Holland                           | Mike Hezemans David Hart Hans Hugenholtz                    | Chrysler 8.0L V10                | M     | 317  |
| 14      | GTS    | 60 | Konrad Motorsport                          | Charles Slater Tommy Kendall Jürgen von Gartzen             | Porsche 911 GT2                  | D     | 317  |
| 14      | GTS    | 60 | Konrad Motorsport                          | Charles Slater Tommy Kendall Jürgen von Gartzen             | Porsche 3.8L Turbo Flat-6        | D     | 317  |
| 15      | LMP900 | 11 | Panoz Motorsports                          | David Brabham Jan Magnussen Mario Andretti                  | Panoz LMP-1 Roadster-S           | M     | 315  |
| 15      | LMP900 | 11 | Panoz Motorsports                          | David Brabham Jan Magnussen Mario Andretti                  | Élan 6L8 6.0L V8                 | M     | 315  |
| 16      | GT     | 73 | Team Taisan Advan                          | Hideo Fukuyama Atsushi Yogo Bruno Lambert                   | Porsche 911 GT3-R                | Y     | 310  |
| 16      | GT     | 73 | Team Taisan Advan                          | Hideo Fukuyama Atsushi Yogo Bruno Lambert                   | Porsche 3.6L Flat-6              | Y     | 310  |
| 17      | GT     | 82 | Skea Racing International                  | Johnny Mowlem David Murry Sascha Maassen                    | Porsche 911 GT3-R                | P     | 304  |
| 17      | GT     | 82 | Skea Racing International                  | Johnny Mowlem David Murry Sascha Maassen                    | Porsche 3.6L Flat-6              | P     | 304  |
| 18      | GT     | 76 | Seikel Motorsport                          | Max Cohen-Olivar Michel Neugarten Anthony Burgess           | Porsche 911 GT3-R                | D     | 302  |
| 18      | GT     | 76 | Seikel Motorsport                          | Max Cohen-Olivar Michel Neugarten Anthony Burgess           | Porsche 3.6L Flat-6              | D     | 302  |
| 19      | LMP900 | 3  | Team DAMS                                  | Éric Bernard Emmanuel Collard Franck Montagny               | Cadillac Northstar LMP           | P     | 300  |
| 19      | LMP900 | 3  | Team DAMS                                  | Éric Bernard Emmanuel Collard Franck Montagny               | Cadillac Northstar 4.0L Turbo V8 | P     | 300  |
| 20      | LMP900 | 6  | Mopar Team Oreca                           | Didier Theys Jeffrey van Hooydonk Didier André              | Reynard 2KQ-LM                   | M     | 292  |
| 20      | LMP900 | 6  | Mopar Team Oreca                           | Didier Theys Jeffrey van Hooydonk Didier André              | Chrysler Mopar 6.0L V8           | M     | 292  |
| 21      | LMP900 | 1  | Team Cadillac                              | Franck Lagorce Butch Leitzinger Andy Wallace                | Cadillac Northstar LMP           | P     | 291  |
| 21      | LMP900 | 1  | Team Cadillac                              | Franck Lagorce Butch Leitzinger Andy Wallace                | Cadillac Northstar 4.0L Turbo V8 | P     | 291  |
| 22      | LMP900 | 2  | Team Cadillac                              | Wayne Taylor Max Angelelli Eric van de Poele                | Cadillac Northstar LMP           | P     | 287  |
| 22      | LMP900 | 2  | Team Cadillac                              | Wayne Taylor Max Angelelli Eric van de Poele                | Cadillac Northstar 4.0L Turbo V8 | P     | 287  |
| 23      | GT     | 79 | Perspective Racing                         | Thierry Perrier Jean-Louis Ricci Romano Ricci               | Porsche 911 GT3-R                | P     | 286  |
| 23      | GT     | 79 | Perspective Racing                         | Thierry Perrier Jean-Louis Ricci Romano Ricci               | Porsche 3.6L Flat-6              | P     | 286  |
| 24      | GT     | 80 | M1 Club-Renstal Excelsior                  | Philippe Verellen Rudi Penders Kurt Dujardyn                | Porsche 911 GT3-R                | P     | 285  |
| 24      | GT     | 80 | M1 Club-Renstal Excelsior                  | Philippe Verellen Rudi Penders Kurt Dujardyn                | Porsche 3.6L Flat-6              | P     | 285  |
| 25      | LMP675 | 32 | Multimatic Motorsports                     | Scott Maxwell John Graham Greg Wilkins                      | Lola B2K/40                      | P     | 274  |
| 25      | LMP675 | 32 | Multimatic Motorsports                     | Scott Maxwell John Graham Greg Wilkins                      | Nissan (AER) VQL 3.0L V6         | P     | 274  |
| 26      | LMP675 | 36 | Rachel Welter                              | Richard Balandras Yojiro Terada Sylvain Boulay              | WR LMP                           | M     | 266  |
| 26      | LMP675 | 36 | Rachel Welter                              | Richard Balandras Yojiro Terada Sylvain Boulay              | Peugeot 2.0L Turbo I4            | M     | 266  |
| 27      | GT     | 75 | Manthey Racing Gunnar Racing               | Michael Brockman Mike Lauer Gunnar Jeannette                | Porsche 911 GT3-R                | D     | 261  |
| 27      | GT     | 75 | Manthey Racing Gunnar Racing               | Michael Brockman Mike Lauer Gunnar Jeannette                | Porsche 3.6L Flat-6              | D     | 261  |
| 28 NC   | LMP900 | 10 | Team Den Blå Avis                          | John Nielsen Mauro Baldi Klaus Graf                         | Panoz LMP-1 Roadster-S           | P     | 205  |
| 28 NC   | LMP900 | 10 | Team Den Blå Avis                          | John Nielsen Mauro Baldi Klaus Graf                         | Élan 6L8 6.0L V8                 | P     | 205  |
| 29 DSQ† | GT     | 83 | Dick Barbour Racing                        | Dirk Müller Lucas Luhr Bob Wollek                           | Porsche 911 GT3-R                | M     | 319  |
| 29 DSQ† | GT     | 83 | Dick Barbour Racing                        | Dirk Müller Lucas Luhr Bob Wollek                           | Porsche 3.6L Flat-6              | M     | 319  |
| 30 DNF  | GTS    | 59 | Freisinger Motorsport                      | Wolfgang Kaufmann Yukihiro Hane Katsunori Iketani           | Porsche 911 GT2                  | D     | 313  |
| 30 DNF  | GTS    | 59 | Freisinger Motorsport                      | Wolfgang Kaufmann Yukihiro Hane Katsunori Iketani           | Porsche 3.8L Turbo Flat-6        | D     | 313  |
| 31 DNF  | GT     | 81 | Haberthur Racing                           | Gabrio Rosa Michel Ligonnet Fabio Babini                    | Porsche 911 GT3-R                | P     | 310  |
| 31 DNF  | GT     | 81 | Haberthur Racing                           | Gabrio Rosa Michel Ligonnet Fabio Babini                    | Porsche 3.6L Flat-6              | P     | 310  |
| 32 DNF  | LMP900 | 17 | SMG Compétition                            | Philippe Gache Gary Formato Didier Cottaz                   | Courage C60                      | P     | 219  |
| 32 DNF  | LMP900 | 17 | SMG Compétition                            | Philippe Gache Gary Formato Didier Cottaz                   | Judd GV4 4.0L V10                | P     | 219  |
| 33 DNF  | GTS    | 56 | Team Goh Chamberlain Engineering           | Walter Brun Toni Seiler Christian Gläsel                    | Chrysler Viper GTS-R             | M     | 210  |
| 33 DNF  | GTS    | 56 | Team Goh Chamberlain Engineering           | Walter Brun Toni Seiler Christian Gläsel                    | Chrysler 8.0L V10                | M     | 210  |
| 34 DNF  | GTS    | 54 | Paul Belmondo Racing                       | Boris Derichebourg Guy Martinolle Jean-Claude Lagniez       | Chrysler Viper GTS-R             | D     | 180  |
| 34 DNF  | GTS    | 54 | Paul Belmondo Racing                       | Boris Derichebourg Guy Martinolle Jean-Claude Lagniez       | Chrysler 8.0L V10                | D     | 180  |
| 35 DNF  | LMP900 | 15 | Thomas Bscher Promotion David Price Racing | Dr. Thomas Bscher Geoff Lees Jean-Marc Gounon               | BMW V12 LM                       | G     | 180  |
| 35 DNF  | LMP900 | 15 | Thomas Bscher Promotion David Price Racing | Dr. Thomas Bscher Geoff Lees Jean-Marc Gounon               | BMW S70 6.0L V12                 | G     | 180  |
| 36 DNF  | LMP675 | 35 | Gerard Welter                              | Xavier Pompidou Stéphane Daoudi Jean-Bernard Bouvet         | WR LMP                           | M     | 169  |
| 36 DNF  | LMP675 | 35 | Gerard Welter                              | Xavier Pompidou Stéphane Daoudi Jean-Bernard Bouvet         | Peugeot 2.0L Turbo I4            | M     | 169  |
| 37 DNF  | LMP900 | 21 | Team Rafanelli SRL                         | Domenico Schiattarella Didier de Radiguès Emanuele Naspetti | Lola B2K/10                      | M     | 154  |
| 37 DNF  | LMP900 | 21 | Team Rafanelli SRL                         | Domenico Schiattarella Didier de Radiguès Emanuele Naspetti | Judd GV4 4.0L V10                | M     | 154  |
| 38 DNF  | LMP900 | 24 | Johansson-Matthews Racing                  | Stefan Johansson Guy Smith Jim Matthews                     | Reynard 2KQ-LM                   | Y     | 133  |
| 38 DNF  | LMP900 | 24 | Johansson-Matthews Racing                  | Stefan Johansson Guy Smith Jim Matthews                     | Judd GV4 4.0L V10                | Y     | 133  |
| 39 DNF  | GT     | 72 | Repsol Racing Engineering                  | Tomas Saldaña Jesús Diez Villaroel Giovanni Lavaggi         | Porsche 911 GT3-R                | D     | 78   |
| 39 DNF  | GT     | 72 | Repsol Racing Engineering                  | Tomas Saldaña Jesús Diez Villaroel Giovanni Lavaggi         | Porsche 3.6L Flat-6              | D     | 78   |
| 40 DNF  | LMP675 | 34 | Racing Organisation Course (ROC)           | Jordi Gené Jean-Christophe Boullion Jérôme Policand         | Reynard 2KQ-LM                   | M     | 72   |
| 40 DNF  | LMP675 | 34 | Racing Organisation Course (ROC)           | Jordi Gené Jean-Christophe Boullion Jérôme Policand         | Volkswagen HPT16 2.0L Turbo I4   | M     | 72   |
| 41 DNF  | LMP675 | 33 | Racing Organisation Course (ROC)           | Ralf Kelleners David Terrien Jean-Denis Délétraz            | Reynard 2KQ-LM                   | M     | 44   |
| 41 DNF  | LMP675 | 33 | Racing Organisation Course (ROC)           | Ralf Kelleners David Terrien Jean-Denis Délétraz            | Volkswagen HPT16 2.0L Turbo I4   | M     | 44   |
| 42 DNF  | LMP900 | 20 | Konrad Motorsport Racing for Holland       | Jan Lammers Tom Coronel Peter Kox                           | Lola B2K/10                      | D     | 38   |
| 42 DNF  | LMP900 | 20 | Konrad Motorsport Racing for Holland       | Jan Lammers Tom Coronel Peter Kox                           | Ford (Roush) 6.0L V8             | D     | 38   |
| 43 DNF  | GT     | 77 | Larbre Compétition                         | Patrice Goueslard Christophe Bouchut Jean-Luc Chereau       | Porsche 911 GT3-R                | M     | 34   |
| 43 DNF  | GT     | 77 | Larbre Compétition                         | Patrice Goueslard Christophe Bouchut Jean-Luc Chereau       | Porsche 3.6L Flat-6              | M     | 34   |
| 44 DNF  | GT     | 78 | BBA Compétition                            | Jean-Luc Maury-Laribière Bernard Chauvin Angelo Zadra       | Porsche 911 GT3-R                | D     | 32   |
| 44 DNF  | GT     | 78 | BBA Compétition                            | Jean-Luc Maury-Laribière Bernard Chauvin Angelo Zadra       | Porsche 3.6L Flat-6              | D     | 32   |
| 45 DNF  | LMP675 | 30 | Didier Bonnet                              | Patrick Lemarié Jean-Francois Yvon Yann Goudy               | Debora LMP200                    | A     | 24   |
| 45 DNF  | LMP675 | 30 | Didier Bonnet                              | Patrick Lemarié Jean-Francois Yvon Yann Goudy               | BMW S50 3.0L I6                  | A     | 24   |
| 46 DNF  | GT     | 71 | Michael Colucci Racing                     | Shane Lewis Cort Wagner Bob Mazzuoccola                     | Porsche 911 GT3-R                | M     | 22   |
| 46 DNF  | GT     | 71 | Michael Colucci Racing                     | Shane Lewis Cort Wagner Bob Mazzuoccola                     | Porsche 3.6L Flat-6              | M     | 22   |
| 47 DNF  | LMP900 | 4  | Team DAMS                                  | Marc Goossens Christophe Tinseau Kristian Kolby             | Cadillac Northstar LMP           | P     | 4    |
| 47 DNF  | LMP900 | 4  | Team DAMS                                  | Marc Goossens Christophe Tinseau Kristian Kolby             | Cadillac Northstar 4.0L Turbo V8 | P     | 4    |
| 48 DNF  | LMP900 | 5  | Mopar Team Oreca                           | Yannick Dalmas Nicolas Minassian Jean-Philippe Belloc       | Reynard 2KQ-LM                   | M     | 1    |
| 48 DNF  | LMP900 | 5  | Mopar Team Oreca                           | Yannick Dalmas Nicolas Minassian Jean-Philippe Belloc       | Chrysler Mopar 6.0L V8           | M     | 1    |

† - #83 Dick Barbour Racing venne squalificato per illegalità del serbatoio nelle verifiche del dopo-gara.

## Statistiche
- Pole Position - #2 Audi Sport Team Joest - 3:36.124
- Giro più veloce in gara - #2 Audi Sport Team Joest - 3:37.359
- Distanza coperta - 5.007,99 km
- Velocità media - 208,666 km/h
- Velocità massima - Audi R8 - 337 km/h (in gara)